# Eugène Beyens (1855-1934)
Pour les articles homonymes, voir Eugène Beyens et Beyens.
Pour les autres membres de la famille, voir famille Beyens.
Eugène, baron Beyens, né le 24 mars 1855 à Paris et mort le 3 janvier 1934 à Bruxelles, est un diplomate et homme politique belge.

## Biographie

### Famille
Napoléon Eugène Louis Joseph Marie Auguste Beyens est le fils d'Eugène Beyens, ministre de Belgique à Paris (1864-1894), et de María de las Mercedes Alcalá Galiano y Valencia (fille d'Antonio Alcalá Galiano, comte de Casa-Valencia (ca)), une amie d'enfance d'Eugénie de Montijo. Napoléon III et l'impératrice Eugénie de Montijo étaient son parrain et sa marraine. Il épousa Marguerite Oppenheim, d'une famille de banquiers, fille du banquier David Oppenheim et Marie Pinto (tante de la baronne de Rothschild), et cousine germaine de la baronne Marie-Béatrice de Baye. Il est le père d'Antoine Beyens et le grand-père de Henri Beyens (de).

### Formation
Son père, occupé par ses fonctions à Paris, l’envoya, âgé de huit ans, à Bruxelles, chez sa mère à qui il délégua le soin de veiller sur son instruction. Auguste Lambermont l’initia à l’histoire de la Belgique et éveilla en lui le désir de servir son pays. Sa santé raffermie, le jeune Beyens retourna à Paris. Il y fit d'excellentes études au collège Rollin et fut, au concours général, couronné des mains du Prince Impérial. En 1876, il a obtenu une licence en droit à l'Université de Paris.

### Carrière
En février 1877, il est admis, en qualité d’attaché de légation, à faire ses débuts dans la carrière diplomatique sous l’autorité de son père à Paris. En 1878, il fait partie d’une mission envoyée à Madrid. En janvier 1879, âgé de vingt-trois ans, il est appelé à Bruxelles et attaché au cabinet du roi Léopold II. Il demeurera pendant huit ans au service du souverain.
Beyens reprit du service à l’étranger. Son père ayant été accrédité en qualité de ministre plénipotentiaire à Paris en 1864, poste qu'il devait occuper pendant trente ans, son fils lui fut à nouveau adjoint en 1887, cette fois en qualité de secrétaire. Promu conseiller en 1890, il dirigera la légation en tant que chargé d'affaires pendant quelques mois au décès de son père en 1894.
Nommé ministre à Téhéran en 1896, il occupa ce poste pendant deux ans. La Perse, séparée du reste du monde par des montagnes et des déserts, était encore à cette époque un pays d’accès malaisé. Les hommes d’affaires belges s’y étaient cependant introduits. Beyens s’employa à soutenir leurs efforts et à favoriser les appels que le gouvernement du Shah faisait aux fonctionnaires et techniciens belges.
En décembre 1898, Beyens fut transféré à Bucarest. Il demeura dix ans titulaire de cette légation. L’expansion économique belge avait trouvé un terrain favorable en Roumanie et il y consacra ses soins.
L’arrivée sur le trône du roi Albert Ier de Belgique, à la fin de 1909, avait entraîné, suivant l’usage, la démission des hauts dignitaires de la cour. Beyens, qui depuis mars 1909 collaborait aux travaux de la direction politique du ministère des Affaires étrangères, fut appelé, en janvier 1910, à la direction du cabinet du roi et reçut le mois suivant le titre de ministre de la Maison du Roi que seul Van Praet avait porté avant lui.

#### Diplomate en période de guerre
Le poste de Berlin devenu vacant par le départ à la retraite du Comte Greindl, le baron Beyens le sollicita et y fut nommé en mars 1912. Il y vécut deux ans sur le qui-vive, obsédé par les périls de la situation internationale auxquels s’ajoutaient les visées de l’Allemagne sur le Congo belge. L’Allemagne impériale se préparait à la guerre et augmentait intensément la production de son armement. Guillaume II, dans la conversation qu’il eut à Potsdam le 5 novembre 1913 avec le roi Albert, avait affirmé qu’un conflit armé avec la France était inévitable et prochain. Le général von Moltke, chef d’état-major général, avait exprimé la même conviction. Le baron Beyens obtint du roi l’autorisation d’en informer son collègue français Jules Cambon. Un tel langage était particulièrement alarmant ; l’inquiétude que le baron Beyens éprouva à la suite de l’attentat de Sarajevo le 28 juin 1914 devint de l’angoisse quand il apprit le 2 août la violation du Grand-Duché de Luxembourg. Ce ne fut cependant que le 3 août, dans la soirée, qu’un télégramme de Bruxelles le mit au courant de l’ultimatum de la veille et de la réponse du gouvernement belge. Le 4 août, à sa protestation indignée, le secrétaire d'État von Jagow, tout en reconnaissant qu’aucun reproche ne pouvait être adressé à la Belgique, répondit qu’une marche rapide à travers son territoire était, pour l’Allemagne, une question de vie ou de mort : c’était la thèse du Not kennt kein Gebot que le chancelier von Bethmann-Hollweg allait développer l’après-midi au Reichstag. Ayant obtenu ses passeports, le baron Beyens fut reconduit le lendemain à la frontière hollandaise.
L’invasion allemande avait obligé le gouvernement belge à chercher refuge pour ses principaux services à Sainte-Adresse près du Havre. La santé de Davignon, le ministre des Affaires étrangères, était chancelante. Le baron Beyens avait été invité à le suppléer et à gérer ad intérim son département. Nommé ministre d'État le 26 juillet 1915 et membre du Conseil des ministres le 30 juillet, un arrêté royal du 18 janvier 1916 lui confia officiellement les fonctions de ministre des Affaires étrangères qu’il exerçait déjà de fait et qu’il conserva jusqu’au 4 août 1917.

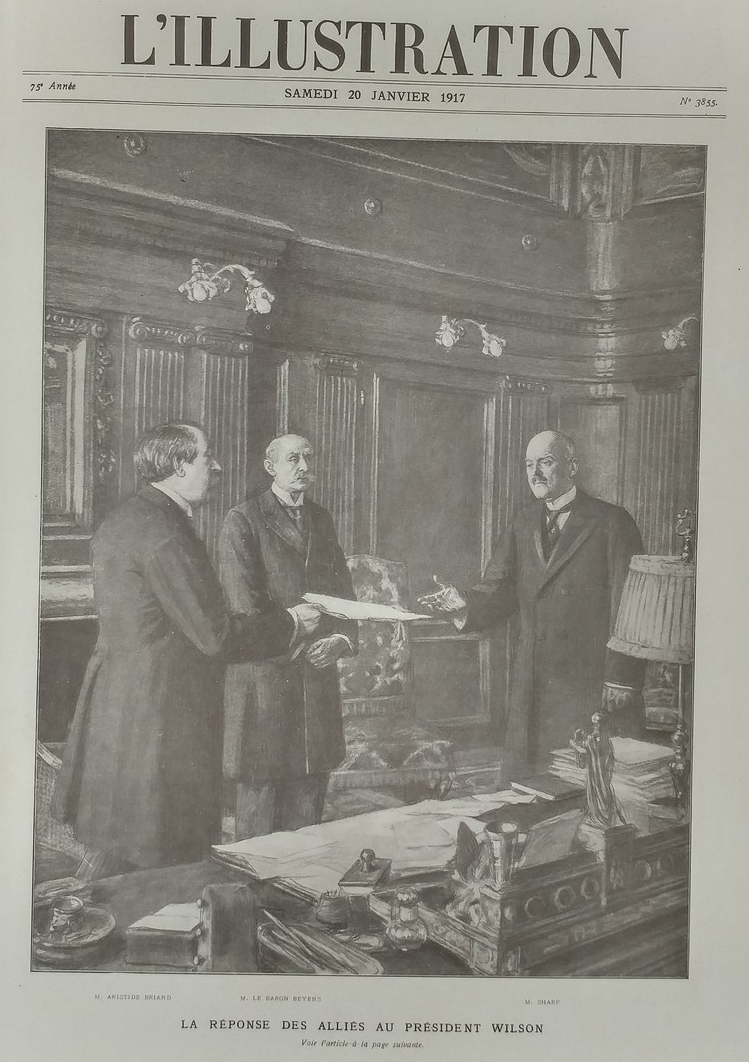
L'Illustration du 20 janvier 1917 - La réponse des Alliés au président Wilson (M. Aristide Briand, M. le baron Beyens et M. Sharp).

C’est à lui qu’incombait désormais la mission de définir vis-à-vis des puissances étrangères la position de la Belgique dans la guerre et de veiller à ce que, au moment du règlement de la paix, ses intérêts essentiels fussent sauvegardés. Une telle tâche était délicate. La Belgique entendait combattre jusqu’au bout aux côtés de ses garants fidèles, afin de repousser l’agression dont elle avait été victime. Mais elle voulait le faire comme État neutre dont la neutralité avait été violée par un de ses garants. Cette position dans le conflit lui donnait un droit à des réparations matérielles et morales ; elle avait par conséquent intérêt à la maintenir intacte et à ne pas la confondre avec celle de l’Italie, de la Roumanie, du Portugal et d’autres États qui avaient pris parti contre les Empires centraux et étaient devenus de ce fait les alliés des puissances de l’Entente. C’est ainsi que la Belgique ne signa pas la convention conclue à Londres le 5 septembre 1914, par laquelle la France, la Grande-Bretagne et la Russie s’engageaient mutuellement à ne pas conclure de paix séparée au cours de la guerre et, le moment venu, à ne pas poser de conditions de paix sans accord préalable avec chacun des autres alliés. Avec le baron Beyens, le gouvernement jugea toutefois utile d’obtenir de la France, de la Grande-Bretagne, de la Russie, garants de la neutralité belge, une déclaration solennelle affirmant leur intention d’appeler le gouvernement belge, quand s’ouvriraient les négociations de paix, à y participer et à ne pas mettre fin aux hostilités sans que la Belgique fût rétablie dans son indépendance politique et économique, et largement indemnisée des dommages qu’elle avait subi. Ce fut l’objet de la « Déclaration de Sainte-Adresse » dont les ministres des trois puissances donnèrent notification officielle au baron Beyens le 14 février 1916.
La position spéciale par laquelle le baron Beyens voulait sauvegarder les intérêts de la Belgique en tant qu’État neutre, garanti par les grandes puissances, ne contredisait nullement son désir de la débarrasser, après la guerre, de la servitude politique que lui avaient imposé le traité des XXIV articles en 1839. En juillet 1916, il avait remis à Sir Edward Grey et communiqué au gouvernement français, un mémorandum relatif au statut de la Belgique. Le gouvernement y déclarait que les Belges étaient unanimes à ne plus vouloir la neutralité conventionnelle dans laquelle ils voyaient une diminution de leur souveraineté et un moyen pour l’Allemagne de s’ingérer dans les affaires du pays. Ils souhaitaient une indépendance que ne grèverait aucune obligation. Le mémorandum exprimait le désir que l’Angleterre et la France, en raison de la sécurité qu’elle constituait pour elles, consentissent à la garantir ainsi que l’intégrité des territoires belges d’Europe et d’Afrique, par un traité auquel la Belgique ne participerait pas.
Une telle politique n’était pas comprise par ceux qui, dans l’entourage du gouvernement et même parfois au sein de celui-ci, aspiraient à élargir le rôle international du pays, voire à obtenir des agrandissements territoriaux. Bien que ces critiques et les controverses suscitées à ce propos fussent limitées à un cercle restreint, elles ne furent pas étrangères à la retraite du Baron Beyens. Ses fonctions de ministre des Affaires étrangères furent recueillies le 4 août 1917 par le chef même du gouvernement, le baron de Broqueville.

#### L'après guerre
En 1920, une importante mission lui fut confiée par la Société des Nations sur la proposition d’Hymans. Avec Calonder, ancien président de la Confédération suisse, et Elkus (en), ancien ambassadeur des États-Unis, il fut chargé d’élucider sur place la question des îles Åland dont la Suède et la Finlande se contestaient la souveraineté.
Au retour de cette mission, il fut nommé, le 31 juillet 1921, ambassadeur auprès du pape Benoît XV, à qui le pape Pie XI devait succéder quelques mois plus tard. Il le demeura jusqu’à sa mise à la retraite en 1925.
Émile Vandervelde, à ce moment ministre des Affaires étrangères, avait créé une commission diplomatique destinée à l’éclairer de ses avis sur les principales questions de politique extérieure intéressant la Belgique. Il en confia la présidence au baron Beyens qu’il avait eu comme collègue pendant la guerre et qu’il tenait, comme son prédécesseur Hymans, en haute estime. La commission comprenait, à côté du ministre, trois de ses collaborateurs immédiats et le baron Moncheur, ancien ambassadeur à Londres. Ses délibérations se poursuivaient sur le ton de la conversation, de chaque côté d’une petite table. Hymans, redevenu ministre des Affaires étrangères, fit encore appel au baron Beyens, en lui confiant la présidence du jury pour les concours d’admission dans les carrières diplomatique et consulaire.
Il était membre titulaire de l’Académie royale de Belgique (Classe des Lettres et des Sciences morales et politiques) et membre correspondant de l'Académie des sciences morales et politiques de l'Institut de France.
Il est inhumé au Cimetière de Laeken.

## Distinctions
- Grand cordon de l'ordre de Léopold.
- Grand-croix de l'ordre de la Couronne.
- Grand-croix de l'ordre de Léopold II.
- Croix civique de 1re classe.
- Médaille commémorative du règne de Léopold II.
- Médaille commémorative du centenaire de l'indépendance nationale.
- Grand-croix de l'ordre de l'Étoile (Congo belge).
- Grand officier de la Légion d'honneur (France).
- Grand-croix de l'ordre d'Orange-Nassau (Pays-Bas).
- Grand-croix de l'ordre de la Couronne d'Italie.
- Grand-croix de l'ordre de Sainte-Anne de Russie.
- Grand-croix de l'ordre du Lion et du Soleil de Perse.
- Grand-croix de l'ordre de la Couronne de Roumanie.
- Commandeur de l'ordre de Charles III (Espagne).
- Officier de l'ordre de la Couronne de chêne (Luxembourg).
- Chevalier de l'ordre du Christ (Portugal).

## Publications
- L'Allemagne avant la guerre, Bruxelles ; Paris : Librairie nationale d'art et d'histoire, 1917, prix Thérouanne de l’Académie française en 1918
- Le second Empire, Ed. Desclée De Brouwer, 1924
- Deux années à Berlin, 1931
- Quatre ans à Rome, 1934.

## Sources et littérature
- Paul Bourget, « Un diplomate belge à Berlin », in L'Illustration, 26 décembre 1931.
- Baron Beyens, Un diplomate au service de son pays : le baron Beyens, ministre des Affaires étrangères, Brussel, z. d.
- État présent de la noblesse du Royaume de Belgique, Éditions Tradition et Vie, Bruxelles 1960
- Alexandre Saint-Léger, Revue du Nord, vol. 44, 1962.
- Fernand Van Langenhove, « Eugène Beyens », in Biographie nationale de Belgique, T. XXXIV, Brussel, 1967-1968, col. 71-79
- Oscar Coomans De Brachène, État présent de la noblesse belge, Annuaire 1984, Brussel, 1984
- Marie-Thérèse Bitsch, La Belgique entre la France et l'Allemagne, 1905-1914, 1994.
- Henri Beyens (de), Aux avant-postes de la diplomatie : le baron Beyens, ministre de Belgique à Berlin (1912-1914), in Bulletin de l'Association de la noblesse, 2014.